# Megalovis
Megalovis — вимерлий рід бикових, що жив в Євразії в пліо-плейстоцені.

## Таксономія
Megalovis зазвичай вважається членом триби Caprini в підродині Antilopinae, до якої входять живі вівцебики. Визнано від трьох до п'яти видів, включаючи M. latifrons, (типовий вид) із Центральної та Південної Європи, нещодавно відкритий M. balcanicus з Балкан і M. guangxiensis з Китаю. Мегаловіс дожив до кінця Віллафранкіану, приблизно 1 мільйон років тому.

## Опис
Megalovis був великою твариною, за загальною будовою нагадував вівцебика і вагою близько півтонни. Однак його череп і роги більше нагадували типові кози чи барана. Роги були короткими, з круглим перетином біля основи. Роги загнуті вгору і трохи назад. Зубний ряд був гіпсодонтом, що вказувало на те, що вид був пасовищним.